# كأس بلغاريا 2009–10
كأس بلغاريا 2009–10 (بالبلغارية: Купа на България по футбол 2009/10)‏ هو موسم من كأس بلغاريا. أشرف على تنظيمه اتحاد بلغاريا لكرة القدم، وفاز فيه نادي بيروي ستارا زاغورا.